# Grazia Deledda
Grazia Deledda, italijanska pisateljica in nobelova nagrajenka, * 27. september 1871, † 15. avgust 1936.

## Življenje
Rodila se je srednje premožnim staršem v mestu Nuoro na Sardiniji. Tam je obiskovala osnovno šolo, potem pa je nadaljevala izobraževanje ob pomoči privatnega učitelja ter samostojno študirala književnost.
Romanej je najprej objavljala v reviji L'ultima moda, njeno prvo knjižno delo pa je bilo Nell'azzurro, 1890 pri založbi Trevisani. K njenim zgodnjim delom spada prozno poetično delo Paesaggi sardi, objavljeno leta 1896 pri založbi Speirani.
Po poroki s Palmirom Modesanijem, funkcionarjem na Ministrstvu za obrambo, s katerim sta se v oktobru leta 1899 spoznala v Cagliariju, sta se z možem preselila v 
Rim. Nadaljnje knjižne objave  in prispevki v revijah La Sardegna, Piccola rivista in Nuova Antologia so pritegnili zanimanje kritikov. Uveljavila se je 1903 z romanom Elias Portolu. Leta 1926 je prejela Nobelovo nagrado za književnost, to odločitev je Henrik Schück, predsednik Švedske akademije, utemeljil takole: "za dela, navdihnjena z idealizmom, ki nazorno in jasno opisujejo življenje na njenem rodnem otoku in zavzeto obravnavajo vsesplošno človeško problematiko".
Grazia Deledda je umrla v starosti 64 let.

## Delo
Delo Grazie Deledda temelji na močnih doživljajih, kot so ljubezen, bolečina, smrt, s katerimi se prepletajo občutki grešnosti in neizogibne usodnosti. V stilu spominja na verizem Giovannija Verge in  dekadenco Gabriela D'Annunzia, vendar ju ne posnema. Osebe v njeni prozi so močno povezane s kraji, v katerih živijo. Večinoma se dodgaja v robatem okolju rodne Sardinije, ki pred bralcem oživi skozi mite. Cenili so jo pisatelji  Luigi Capuana,  Giovanni Verga, Enrico Thovez,  Pietro Pancrazi,  Renato Serra ter sardinski prozaisti  Sergio Atzeni, Giulio Angioni,  Salvatore Mannuzzu, začetniki t. i. Sardinske literarne pomladi. Roman Cenere je služil kot predloga za istoimenski film z igralko Eleonoro Duse v glavni vlogi.

### Glavna dela
- Fior di Sardegna (1892)
- Racconti sardi (1895), v slovenščini Sardinske novele, prev. in spremna beseda Ivo Dren [Andrej Budal], Gorica, Unione Editoriale Goriziana, 1937, 95 str. Vsebina: Mraz, Za svoje dete, Velika noč, Smrt se šali, Oče Topes, Stari hlapec, Dijak in metlar, Udarci sekire, Medtem ko piha vzhodnik, Ozka vrata, Vrnitev (COBISS)
- Anime oneste (1895)
- La via del male (1896)
- Il vecchio della montagna (1900)
- Dopo il divorzio (1902)
- Elias Portolu (1903), v slovenščini Elias Portolu, prev. in spremno besedo napisal Janko Moder, Ljubljana: CZ, 1975 (Nobelovci, 20), 264 strani (COBISS), 1978
- Cenere (1904)
- Nostalgie (1905)
- L'edera (1908)
- Sino al confine (1911)
- Colombi e sparvieri (1912), v slovenščini Golobje in jastrebi, prev. Joža Lovrenčič, Ljubljana: Jugoslovanska knjigarna, 1936 (Ljudska knjižnica, 60), 270 str. (COBISS)
- Canne al vento (1913), v slovenščini Trsi v vetru, prev. Davorin Bažec, v: Elias Portolu, 1975.
- Marianna Sirca (1915), v slovenščini Marianna Sirca: Sardinska povest, prev. Marija Ferjančič, Ljubljana: Slovenec, 1941, 192 str.; že prej v Slovencu 2. 3.–23. 4. 1941.
- L'incendio nell'oliveto (1918)
- La madre (1920)
- Il Dio dei venti (1922)
- La fuga in Egitto (1925)
- Il sigillo d'amore (1926)
- Cosima (1937) – avtobiografija, objavljena posthumno
- Il cedro del Libano (1939) – objavljeno posthumno

### Drugi prevodi v slovenščino
- Don Evèno. Naša moč 17., 24., 31. 10. 1912.
- Žanjčevo voščilo. Prev. Slavko Slavec [Andrej Budal]. Naš glas 1927, str. 152–154.
- Lek. Povest iz sardinskega življenja. Slovenec 7. 4. 1928, str. 11–12.
- Siromaki in bogatini. Slovenec 29. 2. 1928, str. 3.
- Skušnjave. Novela. Prev. Joža Lovrenčič. Slovenec 21.–22. 8. 1928.
- V kraljestvu skal. Prev. Joža Lovrenčič. Ljubljana, Jugoslovanska knjigarna. 1929, 301 str. Vsebina: Skušnjave, Osveta, Zgodba o gospodu ravnatelju in štev.  245, Maščevanje posebne vrste, V kraljestvu skal.
- Lisica. Prev. Slavko Slavec  [Andej Budal]. Biblioteka za pouk in zabavo 1929, zv. 2, str. 43–56.
- Siromaki in bogatin'. Prev. L. G. [Lojze Golobič]. Družina 1929, str. 112–113.
- Skriti otrok. Prev. Slavko Slavec [Andrej Budal]. Koledar Goriške matice, 1929, str. 32–36.
- Novele. Ljudska knjižnica, 33. Ljubljana, 1929.
- Denar. Slovenski narod 8. 4. 1930, str. 2.
- Denar. Slovenec 18. 9. 1932, str. 15–16.
- Dva krsta. Slovenec 4. 9. 1932, str. 15.
- Morivec. Slovenec 21. 8. 1932, str. 9.
- Ribiško dekle. Slovenec 12. 6. 1932, str. 10.
- Siroščina. Slovenec 11. 9. 1932, str. 15.
- Reveži in bogatini. Slovenec 17. 12. 1933, str. 11.
- Strah v koči. Mariborski Večernik Jutra 4.–6. 5. 1933.
- Božični prašiček. Prev. P. M. Razori 1933/34, str. 97–100.
- Dvojica. Slovenec 18. 2. 1934, str. 12.
- Njen pravi sovražnik. Prev. Andrej Budal. Koledar Goriške matice, 1934, str. 46–47.
- Čarovnik. Prev. Joža Lovrenčič. Žika 1935/36, str. 181–184.
- Zavrnjeno darilo. Slovenec 15. 12. 1935, str. 13–14.
- Nosorogova hiša. Slovenec 5. 7. 1936, str. 13.
- Repèk. Prev. P. Š. Slovenec 25. 10. 1936, str. 13.
- Demonski čevljar. Slovenec 17. 1. 1937, str. 13.
- Zlata poroka. Slovenec 19. 6. 1938, str. 13.
- Lučka. Slovenski narod 23. 3. 1940, str. 11.
- Rešiteljica. Družinski tednik 9. 11. 1944, str. 3.
- Šopek vrtnic. Družinski tednik, 11. 1. 1945, str. 3.
- Reveži. Prev. Marija Vodušek. Naša žena 1947, str. 377–379.
- Stol. Prev. Ksenija Prunk. Obzornik 1973, str. 378–382.